# Zbigniew Trylski
Zbigniew Trylski (ur. 13 października 1899 w Budziszynie, zm. 28 grudnia 1972 w Krakowie) – krakowski instruktor harcerski, w latach 1937–1939 Naczelnik Organizacji Harcerzy ZHP.

## Życiorys
Do harcerstwa wstąpił w 1913 roku. W 1914 roku brał udział w obozie na Hurkotnej Polanie prowadzonym przez Andrzeja Małkowskiego. W latach 1918–1923 studiował w Studium Rolniczym Uniwersytetu Jagiellońskiego. W 1918 roku wstąpił do Grupy Harcerskiej Wojska Polskiego. Został ciężko ranny. W czasie pobytu w Kielcach był skautowym komendantem miejscowym. Uczestniczył jako ochotnik w wojnie polsko-bolszewickiej w 1920 roku.
W latach 1920–1924 był członkiem Komendy Chorągwi Krakowskiej Harcerzy ZHP, drużynowym 4 KDH i przewodniczącym Koła Starszych Harcerzy.
Po studiach pracował jako nauczyciel hodowli w szkołach rolniczych w Sędziejowicach i Białokrynicy (z żoną Jadwigą). Był członkiem Komendy Hufca Harcerzy w Łasku (1925–1927) i hufcowym w Krzemieńcu (1928–1929). W latach 1926–1931 i 1936–1939 był członkiem Naczelnej Rady Harcerskiej ZHP, a w latach 1932–1936 członkiem Głównej Kwatery Harcerzy ZHP. Od 1937 roku był Naczelnikiem Harcerzy ZHP.
Podczas II wojny światowej organizator pracy harcerskiej i działalności konspiracyjnej na Węgrzech, w 1945 roku aresztowany i torturowany przez NKWD. W 1945 roku we Włoszech służył w 2 Korpusie WP. Od 1946 roku na emigracji w Anglii, gdzie pełnił m.in. funkcję wiceprzewodniczącego ZHPpgK, członka Rady Naczelnej ZHPpgK i Naczelnika Harcerzy ZHPpgK w latach 1952–1955.
Do Polski wrócił na kilka miesięcy przed śmiercią w 1972 roku.
Autor cenionych publikacji dotyczących obozownictwa: „Obozy” i „Mały podręcznik obozowania”.

## Odznaczenia
- Krzyż Walecznych (1920),
- Złoty Krzyż Zasługi
- Harcerska Odznaka „Za Zasługę” (1926)